# Alen (plaats)
Alen is een bestuurslaag in het regentschap Aceh Utara van de provincie Atjeh, Indonesië. Alen telt 333 inwoners (volkstelling 2010).